# Afroleptomydas boothi
Afroleptomydas boothi är en tvåvingeart som beskrevs av Hesse 1969. Afroleptomydas boothi ingår i släktet Afroleptomydas och familjen Mydidae. Inga underarter finns listade i Catalogue of Life.